# Giải quần vợt Úc Mở rộng 2003 - Đôi nam nữ
Daniela Hantuchová và Kevin Ullyett là đương kim vô địch, nhưng thất bại trong trận bán kết trước Martina Navratilova và Leander Paes.
Navratilova và Paes giành chức vô địch, khi đánh bại Eleni Daniilidou và Todd Woodbridge 6–4, 7–5 trong trận chung kết. Đây là danh hiệu Giải quần vợt Úc Mở rộng đầu tiên và đôi nam nữ thứ 8 của Navratilova, và danh hiệu Giải quần vợt Úc Mở rộng đầu tiên và đôi nam nữ thứ hai của Paes.
Sau khi giành chức vô địch, Navratilova cũng hoàn thành Grand Slam Sự nghiệp đôi nam nữ, trở thành tay vợt nữ thứ tư trong lịch sử đạt được thành tích này, và là tay vợt nữ thứ ba trong lịch sử hoàn thành "boxed set" (Grand Slam sự nghiệp ở đơn, đôi và đôi nam nữ).

## Hạt giống
1. Janette Husárová /  Max Mirnyi (Vòng một)
2. Lisa Raymond /  Mike Bryan (Vòng hai)
3. Elena Likhovtseva /  Mark Knowles (Vòng hai)
4. Rennae Stubbs /  Donald Johnson (Bán kết)
5. Daniela Hantuchová /  Kevin Ullyett (Bán kết)
6. Cara Black /  Wayne Black (Vòng một)
7. Janet Lee /  Jared Palmer (Tứ kết)
8. Rika Fujiwara /  Brian MacPhie (Vòng một)

## Kết quả

### Từ viết tắt
| - Q = Vòng loại - WC = Đặc cách - LL = Thua cuộc may mắn - Alt = Thay thế - SE = Miễn đặc biệt | - PR = Bảo toàn thứ hạng - w/o = Thắng nhờ đối thủ rút lui trước trận đấu - r = Bỏ cuộc giữa trận đấu - d = Bị xử thua - SR = Xếp hạng đặc biệt |

### Nửa trên
|  | Vòng một | Vòng một                    | Vòng một | Vòng một | Vòng một |  |  | Vòng hai | Vòng hai                 | Vòng hai | Vòng hai                 | Vòng hai |   |  | Tứ kết | Tứ kết                 | Tứ kết | Tứ kết               | Tứ kết |   |  | Bán kết | Bán kết | Bán kết | Bán kết | Bán kết |  |
|  |          |                             |          |          |          |  |  |          |                          |          |                          |          |   |  |        |                        |        |                      |        |   |  |         |         |         |         |         |  |
|  | 1        | J Husárová M Mirnyi         | 2        | 7        | [7]      |  |  |          |                          |          |                          |          |   |  |        |                        |        |                      |        |   |  |         |         |         |         |         |  |
|  |          | W Prakusya D Adams          | 6        | 5        | [10]     |  |  |          | W Prakusya D Adams       | 6        | 1                        | [10]     |   |  |        |                        |        |                      |        |   |  |         |         |         |         |         |  |
|  |          | B Schett J Eagle            | 6        | 7        |          |  |  |          | B Schett J Eagle         | 4        | 6                        | [7]      |   |  |        |                        |        |                      |        |   |  |         |         |         |         |         |  |
|  |          | É Loit C Suk                | 2        | 5        |          |  |  |          |                          |          |                          |          |   |  |        | W Prakusya D Adams     | 61     | 63                   |        |   |  |         |         |         |         |         |  |
|  |          | K Srebotnik B Bryan         | 6        | 4        | [5]      |  |  |          |                          | 5        | D Hantuchová K Ullyett   | 7        | 7 |  |        |                        |        |                      |        |   |  |         |         |         |         |         |  |
|  |          | A Sugiyama T Shimada        | 4        | 6        | [10]     |  |  |          | A Sugiyama T Shimada     | 6        | 3                        | [4]      |   |  |        |                        |        |                      |        |   |  |         |         |         |         |         |  |
|  |          | V Ruano Pascual A Schneiter | 1        | 0r       |          |  |  | 5        | D Hantuchová K Ullyett   | 2        | 6                        | [10]     |   |  |        |                        |        |                      |        |   |  |         |         |         |         |         |  |
|  | 5        | D Hantuchová K Ullyett      | 6        | 0        |          |  |  |          |                          |          |                          |          |   |  | 5      | D Hantuchová K Ullyett | 3      | 1                    |        |   |  |         |         |         |         |         |  |
|  | 3        | E Likhovtseva M Knowles     | 7        | 7        |          |  |  |          |                          |          |                          |          |   |  |        |                        | WC     | M Navratilova L Paes | 6      | 6 |  |         |         |         |         |         |  |
|  |          | S Kuznetsova J Coetzee      | 61       | 64       |          |  |  | 3        | E Likhovtseva M Knowles  | 2        | 4                        |          |   |  |        |                        |        |                      |        |   |  |         |         |         |         |         |  |
|  | WC       | M Navratilova L Paes        | 6        | 7        |          |  |  | WC       | M Navratilova L Paes     | 6        | 6                        |          |   |  |        |                        |        |                      |        |   |  |         |         |         |         |         |  |
|  | WC       | L McShea S Draper           | 3        | 5        |          |  |  |          |                          |          |                          |          |   |  | WC     | M Navratilova L Paes   | 6      | 6                    |        |   |  |         |         |         |         |         |  |
|  | WC       | E Dominikovic N Healey      | 79       | 3        | [10]     |  |  |          |                          |          | I Tulyaganova M Bhupathi | 4        | 3 |  |        |                        |        |                      |        |   |  |         |         |         |         |         |  |
|  | WC       | N Pratt A Florent           | 67       | 6        | [7]      |  |  | WC       | E Dominikovic N Healey   | 6        | 6                        | [3]      |   |  |        |                        |        |                      |        |   |  |         |         |         |         |         |  |
|  |          | I Tulyaganova M Bhupathi    | 6        | 6        |          |  |  |          | I Tulyaganova M Bhupathi | 78       | 1                        | [10]     |   |  |        |                        |        |                      |        |   |  |         |         |         |         |         |  |
|  | 8        | R Fujiwara B MacPhie        | 2        | 2        |          |  |  |          |                          |          |                          |          |   |  |        |                        |        |                      |        |   |  |         |         |         |         |         |  |